# 卓球選手一覧
卓球選手一覧（たっきゅうせんしゅいちらん）は、卓球の現役選手あるいは元選手の一覧である。

## 日本

### 男子
- 阿部勝幸
- 阿部博幸
- 新井周
- 偉関晴光
- 伊藤繁雄
- 今枝一郎
- 今野裕二郎
- 岩崎清信
- 上田仁
- 宇田幸矢
- 荻村伊智朗
- 及川瑞基
- 大島祐哉
- 大森隆弘
- 大矢英俊
- 小野誠治
- 鍵本肇
- 金光宏暢
- 川井一男
- 川嶋崇弘
- 韓陽
- 岸川聖也
- 木造勇人
- 鬼頭明
- 木方慎之介
- 木村興治
- 倉嶋洋介
- 糀谷博和
- 河野満
- 小中健
- 斎藤清
- 酒井明日翔
- 坂本竜介
- 佐藤博治
- 真田浩二
- 塩野真人
- 篠塚大登
- 渋谷五郎
- 渋谷浩
- 神巧也
- 高島規郎
- 高橋浩
- 田崎俊雄
- 田添健汰
- 田添響
- 田中利明
- 張一博
- 角田啓輔
- 坪口道和
- 糠塚重造
- 戸上隼輔
- 富田芳雄
- 仲村錦治郎
- 仲村渠功
- 成田静司
- 西飯徳康
- 丹羽孝希
- 糠塚重造
- 野平明雄
- 野平孝雄
- 長谷川信彦
- 林忠明
- 張本智和
- 平野友樹
- 福島萬治
- 星野展弥
- 前原正浩
- 増田秀文
- 町飛鳥
- 松下浩二
- 松下雄二
- 松平賢二
- 松平健太
- 三木圭一
- 水谷隼
- 三田村宗明
- 宮崎義仁
- 村上力
- 村上輝夫
- 村松雄斗
- 森薗政崇
- 遊澤亮
- 吉田海偉 （現姓: 小西）
- 吉田雅己
- 吉村和弘
- 吉村真晴
- 渡辺武弘

### 女子
- 天野優
- 石垣優香
- 石川佳純
- 石原れい子
- 磯村淳
- 伊藤美誠
- 牛嶋星羅
- 梅村礼
- 江口冨士枝
- 大岡博華
- 大川とみ
- 大関行江
- 大場恵美子
- 小野智恵子
- 小野文子
- 海津富美代
- 加藤美優
- 金沢咲希
- 鎌倉由美子
- 川越真由
- 神田絵美子
- 木原美悠
- 後藤英子
- 小西杏
- 小山ちれ
- 小和田敏子
- 今野安子
- 坂田愛
- 坂田倫子
- 阪本礼子
- 佐藤瞳
- 佐藤富士子
- 佐藤利香
- 塩見真希
- 芝田沙季
- 嶋内よし子
- 末益亜紗美
- 末益薫
- 菅谷佳代
- 関正子
- 相馬夢乃
- 高田佳枝
- 高橋省子
- 高林慧
- 武田明子
- 田代早紀
- 田勢美貴江 （旧姓: 高橋）
- 田中良子
- 千葉良子
- 照井萌美
- 東童多英子
- 長﨑美柚
- 長洞久美子
- 楢原静
- 楢原静世
- 難波多慧子
- 南波侑里香
- 西村登美江
- 西飯美幸
- 西飯由香
- 橋本帆乃香
- 羽佳純子
- 濱田美穂
- 浜本由惟
- 早田ひな
- 樋浦令子
- 平野早矢香
- 平野美宇
- 平野美恵子
- 広田佐枝子
- 深津尚子
- 福岡春菜
- 福野美恵子
- 福原愛
- 藤井寛子
- 藤沼亜衣
- 星野美香
- 前田美優
- 松崎キミ代
- 松本雪乃
- 村上淑子
- 森さくら
- 森沢幸子
- 森薗美咲
- 森薗美月
- 山泉和子
- 山下恵子
- 山中教子
- 山本千代子
- 横田幸子
- 四元奈生美
- 若宮三紗子
- 渡辺妃生子
- 渡辺裕子
- 和田なつき
- 和田理枝

## 中国

### 男子
- 蔡振華（英語版、中国語版） （Cai Zhenhua, 1961 - ）
- 陳龍燦 （Chen Longcan, 1965 - ）
- 陳玘 （Chen Qi, 1984 - ）
- 丁松（英語版、中国語版） （Ding Song, 1971 - ）
- 樊振東 （Fan Zhendong, 1997 - ）
- 方博 （Fang Bo, 1992 - ）
- 郭躍華 （Guo Yuehua, 1956 - ）
- 郝帥 （Hao Shuai, 1983 - ）
- 江加良 （Jiang Jialiang, 1964 - ）
- 孔令輝 （Kong Linghui, 1975 - ）
- 李富栄（英語版、中国語版） （Li Furong, 1942 - ）
- 梁戈亮 （Liang Geliang, 1950 - ）
- 梁靖崑 （Liang Jingkun, 1996 - ）
- 林高遠 （Lin Gaoyuan, 1995 - ）
- 劉国梁 （Liu Guoliang, 1976 - ）
- 劉国正 （Liu Guozheng, 1980 - ）
- 馬琳 （Ma Lin, 1980 - ）
- 馬龍 （Ma Long, 1988 - ）
- 王建軍 (卓球選手)
- 王楚欽 （Wang Chuqin, 2000 - ）
- 王皓 （Wang Hao, 1983 - ）
- 王励勤 （Wang Liqin, 1978 - ）
- 許昕 （Xu Xin, 1990 - ）
- 閻森 （Yan Sen, 1975 - ）
- 張継科 （Zhang Jike, 1988 - ）
- 趙子豪（英語版） （Zhao Zihao, 1997 - ）
- 荘則棟 （Zhuang Zedong, 1940 - 2013）

### 女子
- 曹燕華（英語版、中国語版） （Cao Yanhua, 1962 - ）
- 陳静 （Chen Jing, 1968 - ）
- 陳夢 （Chen Meng, 1994 - ）
- 陳幸同 （Chen Xingtong, 1997 - ）
- 丁寧 （Ding Ning, 1990 - ）
- 鄧亞萍 （Deng Yaping, 1973 - ）
- 顧玉婷 （Gu Yuting, 1995 - ）
- 郭焱 （Guo Yan, 1982 - ）
- 郭躍 （Guo Yue, 1988 - ）
- 何卓佳 （He Zhuojia, 1998 - ）
- 李暁霞 （Li Xiaoxia, 1988 - ）
- 林菱（英語版、中国語版） （Lin Ling, 1977 - ）
- 劉詩雯 （Liu Shiwen, 1991 - ）
- 木子 （Mu Zi, 1989 - ）
- 牛剣鋒 （Niu Jianfeng, 1981 - ）
- 銭天一 （Qian Tianyi, 2000 - ）
- 喬紅 （Qiao Hong, 1968 - ）
- 孫穎莎 （Sun Yingsha, 2000 - ）
- 童玲（中国語版） （Tung Ling, 1965 - ）
- 王曼昱 （Wang Manyu, 1999 - ）
- 王楠 （Wang Nan, 1978 - ）
- 王艺迪 （Wang Yidi, 1997 - ）
- 張怡寧 （Zhang Yining, 1982 - ）
- 朱雨玲 （Zhu Yuling, 1995 - ）

## その他の国

### 男子
- アダム・クライバー（スロバキア）
- アダム・スディ（ハンガリー）
- アダム・パッタンチュース（ハンガリー）
- アダム・ロバートソン（ウェールズ）
- アデム・ハマム（チュニジア）
- アデル・マッサード（エジプト）
- アドリアン・クリシャン（ルーマニア）
- アドリアン・マテネ（フランス）
- アドリアン・ラッセンフォス（ベルギー）
- アハメド・アリ・サレフ（エジプト）
- アーヴィン・ベルトラン（フランス）
- アフシン・ノルージ（イラン）
- アブデル＝カデル・サリフ（フランス）
- アミン・アーマディアン（イラン）
- アラン・ベンツェン（デンマーク）
- アルテム・ティホノフ（ロシア）
- アルトゥール・アブセフ（ロシア）
- アルナウ・ポンス（スペイン）
- アルバロ・ロブレス（スペイン）
- アルフレド・カルネロス（スペイン）
- アルベルト・ミニョ（エクアドル）
- アレクサンダー・カラカセビッチ（セルビア）
- アレクサンダー・シバエフ（ロシア）
- アレクサンダー・ハニン（ベラルーシ）
- アレクサンドル・キャサン（フランス）
- アレクサンドル・ロビノ（フランス）
- アレクシ・コウライシ（フランス）
- アレクシス・ルブラン（フランス）
- アレクセイ・スミルノフ（ロシア）
- アレクセイ・リベンツォフ（ロシア）
- アレックス・ナウミ（フィンランド）
- アレッサンドロ・バチョッキ（イタリア）
- 安宰賢（韓国）
- アンジェイ・グルッバ（ポーランド）
- アンダース・リンド（デンマーク）
- アンディ・ペレイラ（キューバ）
- アンドレ・シルバ(卓球選手)（ポルトガル）
- アンドレア・ランドリュー（フランス）
- アンドレアス・フェフェーラ（オーストリア）
- アンドレアス・レベンコ（オーストリア）
- アンドレイ・イストラテ(卓球選手)（ルーマニア）
- アンドレイ・ガチーナ（クロアチア）
- アンドレイ・フィリモン（ルーマニア）
- アンドレイ・プトゥンティカ（モルドバ）
- アンドレイ・マズノフ（ロシア）
- アントン・シェルベリ（スウェーデン）
- アントン・ステパンチッチ（ユーゴスラビア）
- アントワーヌ・アシャール（フランス）
- イヴォル・バン（クロアチア）
- イェブヘン・プリシュチェパ（ウクライナ）
- イェンス・ルンクウィスト（スウェーデン）
- イオアニンス・スゴウロポウロス（ギリシャ）
- イゴール・ソロポフ（Igor Solopov）（エストニア）
- 李尚洙（韓国）
- イストバン・ヨニエル（ハンガリー）
- イブラヒマ・ディアウ（セネガル）
- イブラヒム・アル＝ハサン（エジプト）
- 林鐘勳（韓国）
- イリー・ウラブリク（チェコ）
- イリー・マルティンコ（チェコ）
- イリヤ・ルプレスク（ユーゴスラビア）
- ウーゴ・カルデラノ（ブラジル）
- ウーゴ・デシャンプ（フランス）
- ヴァンサン・ピカール（フランス）
- ウィリアム・ヘンゼル（オーストラリア）
- ヴィンセント・ゼンクバイル（ドイツ）
- ヴェルナー・シュラガー（オーストリア）
- 黄鎮廷（香港）
- ウラジスラフ・バンニコフ（ロシア）
- ウラジスラフ・マカロフ（ロシア）
- ウラジーミル・シドレンコ（ロシア）
- ウルフ・カールソン（スウェーデン）
- ウルフ・ベンクソン（スウェーデン）
- エドゥアルド・イオネスク（ルーマニア）
- エフゲニー・シェチニン（ベラルーシ）
- エマニュエル・ルベッソン（フランス）
- エリック・オーウェンズ（Eric Owens）（アメリカ）
- エリック・ジョウチ（ブラジル）
- エリック・リンド（Erik Lindh）（スウェーデン）
- エル＝サイード・ラシン（エジプト）
- エンゾ・アングレス（フランス）
- オーウェン・カスカート（アイルランド）
- 呉尚垠（韓国）
- オビディウ・イオネスク（ルーマニア）
- オマール・アサール（エジプト）
- オラジデ・オモタヨ（ナイジェリア）
- オラフ・コソロスキー（ベルギー）
- オリバー・ボート（ハンガリー）
- カイ・シュトゥンパー（ドイツ）
- ガストン・アルト（アルゼンチン）
- カナック・ジャー（アメリカ）
- ガボル・ゲルゲリー（ハンガリー）
- ガビン・ラムゲイ（スコットランド）
- ガブリエリウス・カマラ（オランダ）
- カルウム・エバンス（ウェールズ）
- カルロ・ロッシ（イタリア）
- カルロス・マチャド（スペイン）
- カリニコス・クレアンガ（ギリシャ）
- 姜動洙（韓国）
- 金擇洙（韓国）
- キャン・アクズー（フランス）
- キリアン・オート（ドイツ）
- キリル・ゲラシメンコ（カザフスタン）
- キリル・スカチコフ（ロシア）
- キリル・ファデーエフ（ドイツ）
- キル・デイヴィス（オーストラリア）
- クアドリ・アルナ（ナイジェリア）
- クエンティン・ロビノ（フランス）
- グスターボ・ツボイ（ブラジル）
- クリスチャン・カールソン（スウェーデン）
- クリスティアン・キリタ（ルーマニア）
- クリスティアン・ズース（ドイツ）
- クリスティアン・プレテア（ルーマニア）
- クリスティアン・ラーセン（デンマーク）
- クリストフ・ルグー（フランス）
- ゲイル・エルランドセン（ノルウェー）
- ケイン・タウンゼント（オーストラリア）
- ゲリット・エンゲマン（ドイツ）
- コンスタンティン・チオティ（ルーマニア）
- コンスタンティン・パパジョージオウ（ギリシャ）
- サティヤン・グナナセカラン（インド）
- サディ・イスマイロフ（ロシア）
- サムエル・ウォーカー（イングランド）
- サムエル・クルチツキ（ポーランド）
- サンティアゴ・ロレンツォ（アルゼンチン）
- シェル・ヨハンソン（スウェーデン）
- シモン・ゲラダ（Simon Gerada）（オーストラリア）
- シモン・ゴーズィ（フランス）
- シモン・ベリク（チェコ）
- シモン・ベリルンド（スウェーデン）
- ジャック・セクレタン（フランス）
- 張禹珍（韓国）
- ジャン・ジブラット（スロベニア）
- ジャン＝フィリップ・ガシアン（フランス）
- 江宏傑（台湾）
- ジャン＝ミッシェル・セイブ（ベルギー）
- シュテファン・フェッツナー（ドイツ）
- シュテファン・メンゲル（ドイツ）
- ジュール・キャバイユ（フランス）
- ジュール・ロラン（フランス）
- ジョアン・ジェラルド（ポルトガル）
- ジョアン・モンテイロ（ポルトガル）
- ジョー・セイフリード（フランス）
- ジョセフ・シモンチク（チェコ）
- ジョナサン・グロート（デンマーク）
- ジョニー・リーチ （Johnny Leach）（イングランド）
- ジンドリッヒ・パンスキー（チェコ）
- 荘智淵（台湾）
- 蔣澎龍（台湾）
- ステファン・ウェシュ（フランス）
- ステファン・フェゲルル（オーストリア）
- ステラン・ベンクソン（Stellan Bengtsson）（スウェーデン）
- スパナット・ウィスメイタンクン（タイ）
- スラジュ・サカ（コンゴ）
- セグン・トリオラ（ナイジェリア）
- セドリック・ニュイティンク（ベルギー）
- セドリック・マイスナー（ドイツ）
- セルゲイ・リゾフ（ロシア）
- ゾラン・カリニッチ（ユーゴスラビア）
- ゾラン・プリモラッツ（クロアチア）
- ゾルタン・フェイヤーコナート（ドイツ）
- ゾルト・ペテ（セルビア）
- タイウォ・マティ（ナイジェリア）
- ダニー・ハイスター（オランダ）
- ダニエル・ゴラク（ポーランド）
- ダニエル・シモンセン（デンマーク）
- ダニエル・チオカ（ギリシャ）
- ダニエル・ハベソーン（オーストリア）
- ダニエル・ピント（イタリア）
- ダニエル・ベルソサ（スペイン）
- タマス・ラカトシュ（ハンガリー）
- ダミアン・エロワ（フランス）
- ダリウス・ナイト（イングランド）
- ダリウス・モビレアヌ（ルーマニア）
- ダルコ・ヨルジッチ（スロベニア）
- 唐鵬（香港）
- 譚瑞午（Ruiwu Tan）（クロアチア）
- チアーゴ・モンテイロ（Thiago Monteiro）（ブラジル）
- チェタン・バボール（インド）
- チャバ・アンドラーシュ（ハンガリー）
- 陳衛星（オーストリア）
- 陳建安（台湾）
- チュウ・ジ・ユ・クラレンス（シンガポール）
- 朱世赫（韓国）
- 鄭栄植（韓国）
- ティアゴ・アポローニャ（Tiago Apolonia）（ポルトガル）
- ディオゴ・カルバリョ（ポルトガル）
- ディオゴ・チェン（ポルトガル）
- デイビッド・ビョークリュード（スウェーデン）
- デイビッド・レイチュピエス（チェコ）
- ティバール・ポレ（フランス）
- ティボル・クランパ（ハンガリー）
- ディミトリ・レバヤツ（セルビア）
- ティモ・ボル（ドイツ）
- ティモシー・ファルコニアー（スイス）
- デクスター・セントルイス（トリニダード・トバゴ）
- デズモンド・ダグラス（イングランド）
- デニ・コズル（スロベニア）
- デニス・イウォニン（ロシア）
- トビアス・ヒップラー（ドイツ）
- トビアス・ラスムッセン（デンマーク）
- トマシュ・コネッチニー（チェコ）
- トマシュ・パベルカ（チェコ）
- トマシュ・ポランスキー（チェコ）
- トマシュ・マルティンコ（チェコ）
- トミスラブ・プツァル（クロアチア）
- ドミトリ・オフチャロフ（ドイツ）
- ドミトリ・プロコフツォフ（チェコ）
- ドミトリ・マズノフ（ロシア）
- トム・ジャービス（イングランド）
- ドラグティン・シュルベク（クロアチア）
- ドラゴス・ブジョル（ルーマニア）
- トリスタン・フロール（フランス）
- トリンコ・ケーン（Trinko Keen）（オランダ）
- トルベン・ウォジク（ドイツ）
- トルルス・モーレゴード（スウェーデン）
- ナンドール・エチェキ（ハンガリー）
- ニクヒル・クマル（アメリカ）
- ニコラス・デグロス（ベルギー）
- ニコラス・ブルゴス（チリ）
- ニマ・アラミヤン（イラン）
- ニルス・ホーマイアー（ドイツ）
- ネービッド・シャムス（イラン）
- ノシャド・アラミヤン（イラン）
- パー・イェレル（Pär Gerell）（スウェーデン）
- 朴康賢（韓国）
- バスティアン・シュテガー（ドイツ）
- バスティアン・ランベール（フランス）
- パダサーク・タンビリヤベチャクル（タイ）
- パトリック・シーラ（フランス）
- パトリック・ユハース（ハンガリー）
- パトリック・バウム（ドイツ）
- パトリック・ビロショー（フランス）
- パトリック・フランチスカ（ドイツ）
- パナギオティス・ギオニス（ギリシャ）
- パブロ・タバチニク（アルゼンチン）
- パベル・シルチェク（チェコ）
- パベル・プラトノフ（ベラルーシ）
- ハリド・アサール（エジプト）
- バルトシュ・スフ（ポーランド）
- ピーター・コルベル（チェコ）
- ピーター・フリバル（スロベニア）
- ビクトール・イシイ（ブラジル）
- フィリップ・オリバレス（チリ）
- フィリップ・ゼリコ（クロアチア）
- フィリップ・デリンチャク（スロバキア）
- フィン・ツグウェル（デンマーク）
- フェリックス・ルブラン（フランス）
- 馮翊新（台湾）
- フノル・スッチ（ルーマニア）
- ブラディスラブ・ウルス（モルドバ）
- ブラディミル・サムソノフ（ベラルーシ）
- フラネ・コイッチ（クロアチア）
- フランシスコ・サンチ（アルゼンチン）
- ブリアン・アファナドル（プエルトリコ）
- フロリアン・クヌード（ベルギー）
- フローレント・ランビエ（ベルギー）
- ペーテル・カールソン（Peter Karlsson (table tennis)）（スウェーデン）
- ヘスス・カンテロ（スペイン）
- ベネディクト・ドゥダ（ドイツ）
- ベネデク・オラー（フィンランド）
- ベンス・マヨロシュ（ハンガリー）
- ベンノ・エーメ（ドイツ）
- 侯英超（中国）
- ホラシオ・シフエンテス（アルゼンチン）
- 何志文（スペイン）
- ボージャン・トキッチ（スロベニア）
- ボーデ・アビオドゥン（ナイジェリア）
- ポール・ゴーズィ（フランス）
- ポール・ドリンコール（イングランド）
- マーティン・アレグロ（ベルギー）
- マーティン・フリス（スウェーデン）
- マーティン・ベンタンコル（アルゼンチン）
- マーティン・モンラド（Martin Monrad）（デンマーク）
- マイク・ホッロ（ドイツ）
- マイケル・メイス（デンマーク）
- マクシム・グレブネフ（ロシア）
- マチェイ・クビク（ポーランド）
- マチェイ・コロジェツキ（オーストリア）
- マティアス・ファルク（スウェーデン）
- マテウシュ・ザレウスキ（ポーランド）
- マテオ・ムッティ（イタリア）
- マルコ・イェフトビッチ（セルビア）
- マルコス・フレイタス（Marcos Freitas）（ポルトガル）
- マルコス・マドリッド（メキシコ）
- マルセロ・アギーレ（パラグアイ）
- マレク・クラセク（チェコ）
- マレク・バドウスキ（ポーランド）
- ミカエル・アペルグレン（Mikael Appelgren）（スウェーデン）
- ミシャール・サビ（フランス）
- ミハイ・ボボチーカ（イタリア）
- ミハイル・パイコフ（ロシア）
- ミラン・オルロウスキ（チェコスロバキア）
- ミウォシュ・レジムスキ（ポーランド）
- モハメド・エルベイアリ（エジプト）
- メン・ファンボ（ドイツ）
- ヤクブ・コソウスキ（ポーランド）
- ヤクブ・ディヤス（ポーランド）
- ヤノス・ヤカブ（ハンガリー）
- ヤロスラブ・ツムデンコ（ウクライナ）
- ヤン＝オベ・ワルドナー（スウェーデン）
- ヤン・ツー（en:Yang Zi）（シンガポール）
- ヤン・ミン（イタリア）
- ユリアン・キリタ（ルーマニア）
- 尹在栄（Yoon Jae-Young）（韓国）
- ヨルグ・ロスコフ（ドイツ）
- ヨルゲ・カンポス（キューバ）
- ヨルゲン・パーソン（スウェーデン）
- ヨルディ・ピッコリン（イタリア）
- ヨン・パーソン（スウェーデン）
- ライトン・ウルマン（ドイツ）
- ラレス・シポシュ（ルーマニア）
- リアム・ピッチフォード（イングランド）
- リカルド・ワルター（ドイツ）
- 李静（Li Ching）（香港）
- リチャード・バーグマン （Richard Bergmann）（オーストリア）
- リチャード・ビボルニー（チェコ）
- 李廷佑（Lee Jung-woo）（韓国）
- リリアン・バルデ（フランス）
- 林昀儒（台湾）
- ルーウェン・フィルス（ドイツ）
- ルイス・ラフィヌール（ベルギー）
- ルカ・ムラデノビッチ（ルクセンブルク）
- ルシアン・ブラシュチック（ポーランド）
- ルボミール・ピシュティ（スロバキア）
- ルボミール・ヤンチャジーク（チェコ）
- レオ・ド・ノドレスト（フランス）
- レオナルド・ムッティ（イタリア）
- レフ・カツマン（ロシア）
- ローレンス・トロマー（オランダ）
- ローレンス・デボス（ベルギー）
- ロコ・トシッチ（クロアチア）
- ロビン・デボス（ベルギー）
- ロベルト・ガルドシュ（オーストリア）
- ロベルト・スヴェンソン（スウェーデン）
- ロベルト・フロラス（ポーランド）
- 劉松（Liu Song）（アルゼンチン）
- 柳承敏（韓国）
- 劉南奎（韓国）
- ワン・ヤン（スロバキア）

### 女子
- アドリアーナ・ディアス（プエルトリコ）
- アンジェリカ・ロゼアヌ（ルーマニア）
- 李恩実（韓国）
- イエ・シェップ（ドイツ）
- イリーナ・パリナ（ロシア）
- ウェンリン・タン＝モンファルディーニ（イタリア）
- エリザベタ・サマラ（ルーマニア）
- エルケ・ウォジク（ドイツ）
- オティリア・バデスク（ルーマニア）
- オルガ・ネメス （ルーマニア→西ドイツ）
- ガリア・ドボラク（スペイン）
- キム・キョンア（韓国）
- キム・ソンイ（北朝鮮）
- クリスティナ・トート（ハンガリー）
- シャリャン・ニ（ルクセンブルク）
- シャン・シャオナ（ドイツ）
- シルビヤ・エルデリ（セルビア）
- ジン・ジュンホン（シンガポール）
- 申裕斌（韓国）
- スベトラナ・ガニナ（ロシア）
- ゼイナ・シャバン（ヨルダン）
- 石恩美（韓国）
- 徐孝元（韓国）
- ソフィア・ポルカノバ（オーストリア）
- ダニエラ・ドデアン（Daniela Dodean）（ルーマニア）
- タマラ・ボロシュ（Tamara Boroš）（クロアチア）
- 唐汭序（韓国）
- 崔孝珠（韓国）
- チラ・バトルフィ（ハンガリー）
- 陳思羽（英語版）（台湾）
- 鄭怡静（台湾）
- 田志希（韓国）
- ドー・ホイカン（香港）
- ナタリア・パルティカ（ポーランド）
- ニコル・シュトルーゼ（ドイツ）
- ニコレタ・ステファノバ（Nikoleta Stefanova）（イタリア）
- ニーナ・ミッテルハム（ドイツ）
- 朴美英（韓国）
- パク・ヨンスン（北朝鮮）
- ハン・イン（ドイツ）
- 玄静和（Hyun Jung-hwa）（韓国）
- ビクトリア・パブロビッチ（ベラルーシ）
- 馮天薇（Feng Tianwei）（シンガポール）
- ペトリッサ・ゾルヤ（ドイツ）
- ベルナデッテ・スッチ（ルーマニア）
- ベロニカ・パブロビッチ（ベラルーシ）
- マルガリタ・ペソツカ（ウクライナ）
- ミハエラ・シュテフ（ルーマニア）
- メドニヤンスキ・マリア（ハンガリー）
- 苗苗（オーストラリア）
- 梁夏銀（韓国）
- リ・ジャウェイ（シンガポール）
- リ・ジャオ（オランダ）
- リ・ミョンスン（北朝鮮）
- リュウ・ジャオーストリア）
- ルタ・パスカウスキエネ（リトアニア）
- 王越古（シンガポール）